# Prezbitism
Prezbitismul este fenomenul de diminuare a puterii de acomodare a ochiului datorat îmbătrânirii. Una din explicațiile cele mai frecvent oferite se referă la pierderea progresivă a elasticității cristalinului odată cu înaintarea în vârstă la care se adaugă, ca factor agravant, pierderii puterii de contractare și relaxare a mușchilor ciliari (mușchi ce controlează bombarea cristalinului).  
Prezbitismul nu este o boală, ci o condiție care se întâmplă mai devreme sau mai târziu cu oricine. Simptomele apar între 40 și 50 de ani. Pentru cei care văd bine la distanță, primele semne constau în dificultatea citirii literelor mărunte, în special când lumina este de slabă intensitate sau se manifestă prin fenomenul de obosire al ochilor după perioade de citit îndelungate. 
Prezbitismul se manifestă prin pierderea calității vederii în două cazuri distincte: la distanță (miopia) și/sau la apropiere (hipermetropia). 

## Tratament
Prezbitismul nu poate fi tratat, dar pierderea abilității de focalizare a ochilor poate fi corectată prin folosirea de lentile de corecție, fie sub forma ochelarilor ori a lentilelor de contact. Dacă persoana în cauză suferă și de deficiențe de refracție, atunci corecția se poate face folosind fie lentile bi- sau trifocale, fie lentile progresive. Uneori doar adăugarea unor lentile bifocale poate rezolva problema. Pe măsura înaintării în vârstă, odată ce fenomenul prezbitismului se amplifică, corecția vederii constă în ajustarea continuă a lentilelor la noua situație. 
După vârsta de 60 de ani, ochii pierd de obicei cea mai mare parte a elasticității lor. Totuși combinația corectă de lentile se poate găsi pentru orice situație particulară. De asemenea, există persoane care la orice vârstă au nevoie doar de ochelari de citit. 
Unele persoane, care suferă de ambele condiții ale prezbitismului, preferă lentile de contact care corectează miopia pentru un ochi și hipermetropia pentru celălalt. Această metodă se numește "monoviziune." Principalul său impediment este diminuarea sensibilă, până la anulare, a senzației de spațialitate a vederii binoculare normale. 
Există astăzi o întreagă gamă de microintervenții chirurgicale pe ochi care pot reda vederea normală, pentru cei care nu vor să folosească ochelari sau lentile de contact.